# 丁氏矛麗魚
丁氏矛麗魚，為輻鰭魚綱鱸形目隆頭魚亞目慈鯛科的其中一种，分布於南美洲巴西的淡水流域，體長可達19.5公分，棲息在溪流中底層水域，生活習性不明。

## 擴展閱讀
維基物種上的相關：丁氏矛麗魚